# Garrett Wilson (Eishockeyspieler)
Garrett Wilson (* 16. März 1991 in Barrie, Ontario) ist ein kanadischer Eishockeyspieler, der seit Januar 2021 bei den Lehigh Valley Phantoms aus der American Hockey League (AHL) unter Vertrag steht und dort auf der Position des linken Flügelstürmers spielt. Zuvor war Wilson unter anderem für die Florida Panthers und Pittsburgh Penguins in der National Hockey League (NHL) aktiv.

## Karriere
Wilson verbrachte den Beginn seiner Juniorenkarriere bis zum Sommer 2008 in den unterklassigen Juniorenligen seiner Heimatprovinz Ontario. Zum Ende der Saison 2007/08 sammelte der Außenstürmer erste Erfahrungen in der höherklassigen Ontario Hockey League, wo er für die Windsor Spitfires debütierte. Nach einem Transfer in der Sommerpause stand er mit Beginn des Spieljahres 2008/09 im Kader des Ligakonkurrenten Owen Sound Attack, dem er für die folgenden drei Spielzeiten bis zum Sommer 2011 angehörte. In diesem Zeitraum entwickelte sich Wilson stetig und steigerte seine Punktausbeute in den drei Jahren von zunächst 35 Scorerpunkten auf 62 und abschließend 86. In seinem letzten Spieljahr ließ er zudem weitere 21 Punkte in 22 Playoff-Spielen folgen, die mit dafür sorgten, dass die Attack zum ersten Mal in ihrer Franchise-Geschichte den J. Ross Robertson Cup gewannen. Er selbst wurde zudem ins First All-Star Team der Liga berufen. Mit dem Meisterschaftsgewinn in der OHL waren die Owen Sound Attack auch berechtigt, am Memorial Cup teilzunehmen, belegten dort aber den vierten und letzten Platz.
Nachdem der Kanadier bereits im NHL Entry Draft 2009 in der vierten Runde an 107. Stelle von den Florida Panthers aus der National Hockey League ausgewählt worden war, wurde er im Juni 2011 von diesen zunächst für drei Jahre per Einstiegsvertrag verpflichtet. Wilson wurde zunächst in den Farmteams des Franchises eingesetzt. So kam der Angreifer in seinen ersten beiden Profispielzeiten vermehrt bei den Cincinnati Cyclones in der ECHL zu Einsätzen, spielte zeitweise aber auch bei den San Antonio Rampage in der American Hockey League. Nachdem er mit Beginn der Saison 2013/14 endgültig im Kader San Antonios stand, feierte er im selben Spieljahr auch sein Debüt in der NHL und kam in drei Partien für die Florida Panthers zum Einsatz. Nach weiteren zwei NHL-Einsätzen im Folgejahr und der abermaligen Verlängerung seines Vertrags um ein Jahr war der Flügelspieler mit Beginn der Saison 2015/16 für Floridas neuen Kooperationspartner, die Portland Pirates, aktiv. Über weite Teil der Saison stand er aber auch im NHL-Aufgebot der Panthers und bestritt inklusive der Playoffs 35 Spiele für das Team.
Obgleich seiner vermehrten Spielzeit in der NHL verlängerten die Panthers den auslaufenden Vertrag des Stürmers im Sommer 2016 nicht, und so schloss sich Wilson als Free Agent den Pittsburgh Penguins an. Diese versetzten ihn aber umgehend in die AHL, wo er für deren Farmteam Wilkes-Barre/Scranton Penguins auflief. Nachdem er zwei Jahre ausschließlich dort gespielt hatte, wurde er zu Beginn der Saison 2018/19 zum Mannschaftskapitän ernannt. Die beiden Vorjahre hatte er bereits als einer der Assistenzkapitäne seines Vorgängers Tom Kostopoulos fungiert. Im Saisonverlauf wurde Wilson nach gutem Beginn schließlich erstmals seit drei Jahren wieder in ein NHL-Aufgebot berufen und gab für Pittsburgh im November 2018 sein Debüt. Bis zum Saisonende kam er auf 54 Einsätze für das NHL-Team.
Im Juli 2019 wechselte der Kanadier nach drei Jahren bei den Penguins als Free Agent in die Organisation der Toronto Maple Leafs. Dort wurde sein Vertrag nach der Saison 2019/20 nicht verlängert, sodass er im Januar 2021 einen auf die AHL beschränkten Vertrag bei den Lehigh Valley Phantoms unterzeichnete. Dieser wurde in der Folge mehrfach verlängert, wobei Wilson in der Folge zunehmend in der Rolle des Enforcers agierte.

## Erfolge und Auszeichnungen
- 2011 J.Ross-Robertson-Cup-Gewinn mit den Owen Sound Attack
- 2011 OHL First All-Star Team

## Karrierestatistik
Stand: Ende der Saison 2023/24
(Legende zur Spielerstatistik: Sp oder GP = absolvierte Spiele; T oder G = erzielte Tore; V oder A = erzielte Assists; Pkt oder Pts = erzielte Scorerpunkte; SM oder PIM = erhaltene Strafminuten; +/− = Plus/Minus-Bilanz; PP = erzielte Überzahltore; SH = erzielte Unterzahltore; GW = erzielte Siegtore; 1 Play-downs/Relegation; Kursiv: Statistik nicht vollständig)